# Rumäniens landslag i bobsleigh

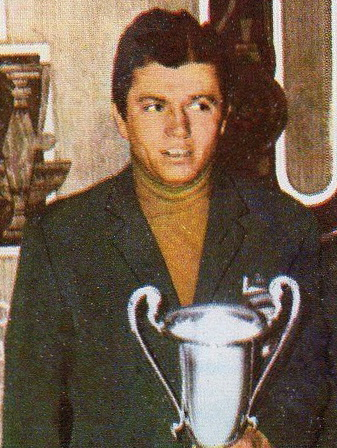
Ion Panțuru under de olympiska vinterspelen 1968 i Grenoble.

Rumäniens landslag i bobsleigh representerar Rumänien i internationella tävlingar i bob. Landslaget gjorde sin debut med ett femmannalag vid de olympiska vinterspelen 1928 i Sankt Moritz. Under de olympiska vinterspelen 1968 i Grenoble vann Rumänien en bronsmedalj med tvåmannalaget bestående av Ion Panțuru och Nicolae Neagoe vilket är Rumäniens enda medalj under de olympiska vinterspelen. Under samma olympiad placerade sig fyramannalaget på en fjärdeplats.